# 무릉 (고려)
무릉(武陵)은 개풍구역 잠남면 현화리에 위치한 고려 제8대 현종의 아버지 안종의 능이다.